# Paranoid Doll
Paranoid Doll es una banda de Rock Electrónico colombiana, radicada en Bucaramanga, Santander

## Inicios
Paranoid doll hace su aparición en el año 2007.  Su guitarrista Maelzel Corvin y el bajista Joseph Hyde, se unen al vocalista Charles Newman, con quien graban el primer sencillo de la banda, llamado Hyde.  En 2008 ingresan a la banda el baterista Polterdark y el teclista Andy Moritz.
En diciembre de 2008 comparten escenario con algunas de las bandas más importantes del país, como Introspección, Ethereal, Cromlech, Athanator y Tenebrarum; en el festival Total Rock.  En febrero de 2009 son elegidos para abrir el concierto de la banda de rock gótico To/die/for, proveniente de Finlandia.
En enero de 2009 Andy Moritz abandona la banda, siendo reemplazado por Alex Zeugirdor.
Su primer álbum, Vortex of dreams, es lanzado en agosto de 2009.  Este mismo año, son seleccionados como finalistas del Festival Nacional de bandas Shock 2009, logrando llegar a la fase final entre más de mil bandas participantes.  En junio de 2009 participan en el festival mundial Fiesta de la música, organizado por la Embajada Francesa.
En 2010 inician su primera gira nacional, que los lleva a compartir escenarios con algunas de las bandas de rock más reconocidas a nivel nacional, como son Frankie jazz, Doctor Krápula y V for Volume.  En agosto realizan el lanzamiento de su primer videoclip, Revolution.  En diciembre de 2010 son elegidos por el público como la mejor banda regional, en la entrega de premios DJTV Backline
A finales de 2010 son cabezas de cartel en el festival “Rock N’ Help”, evento benéfico organizado para ayudar las víctimas del crudo invierno colombiano.
En enero de 2011 Polterdark abandona la banda, siendo reemplazado por el baterista Christ Martin, reconocido por su trabajo con la banda de Death Melódico Perpetual. En abril de 2011 lanzan el EP Fireflies, con tres canciones inéditas.  En septiembre de 2011 son finalistas del festival de bandas "Monster del rock", organizado por Subterránica.  En noviembre de 2011 comparten escenario con una de las bandas más reconocidas del rock colombiano, La Derecha.  Este mismo mes participan el en festival Total Rock 2011, junto a Koyi K Utho, banda nacional reconocida por sus participaciones en Rock al Parque.
En diciembre de 2011 lanzan el videoclip de la canción "Polaroid", primer sencillo de su segundo trabajo discográfico, "Carnival".
En marzo de 2012 son invitados a participar en el décimo aniversario de Subterránica.  En julio de 2012 son ganadores de la eliminatoria local del "Festival VIVA Yamaha 2012".  En julio de 2012 lanzan oficialmente su segundo trabajo discográfico, "Carnival".
En enero de 2013 reciben 3 nominaciones a los Premios Subterránica: Mejor banda nueva, álbum del año y premio del público.  En marzo de 2013 son preseleccionados para ser parte del festival Estéreo Picnic 2013.

## Discografía
| Año  | Nombre           | Discográfica   |
| ---- | ---------------- | -------------- |
| 2009 | Vortex of Dreams | Magnetic House |
| 2012 | Carnival         | Magnetic House |

### Sencillos y EP
| Año  | Nombre      | Tipo   |
| ---- | ----------- | ------ |
| 2008 | Hyde        | Single |
| 2009 | The singles | EP     |
| 2010 | Crisis      | Single |
| 2011 | Fireflies   | EP     |
| 2011 | Polaroid    | Single |

## Videografía
| Vídeo        | Álbum            | Enlace al vídeo                            |
| ------------ | ---------------- | ------------------------------------------ |
| Hyde         | Vortex of dreams | http://www.youtube.com/watch?v=mUl32NwPRpU |
| Revolution   | Vortex of dreams | http://www.youtube.com/watch?v=kJbBc-7vCmM |
| Polaroid     | Carnival         | http://www.youtube.com/watch?v=qCp2rggzS8w |
| Violeta Blue | Carnival         | http://www.youtube.com/watch?v=mUXJ143TwYc |
| Sara         | Carnival         | http://www.youtube.com/watch?v=tldHTi2eZ6A |

## Premios y reconocimientos
- Participantes en festival nacional de bandas Shock 2009.
- Premio DJ TV Backline 2010, mejor banda regional.
- Finalistas del Monster del Rock Subterránica 2011.
- Finalistas del "Festival VIVA Yamaha 2012".
- Nominados a "Mejor banda nueva", Premios Subterránica 2013.
- Nominados a "Disco del año", Premios Subterránica 2013.
- Nominados a "Premio del público", Premios Subterránica 2013.

## Miembros
- Charles Newman - Voz (2007-presente)
- Maelzel Corvin - Guitarra, teclados, synths y segundas voces (2007-presente)
- Joseph Hyde - Bajo y segundas voces (2007-presente)
- Christ Martin - Batería (2011-presente)

## Miembros anteriores
- Andy Moritz - Teclados (2008)
- Polterdark - Batería (2009-2011)
- Alex Zeugirdor - Synths y secuencias (2009-2011)